# Mark Waschke
Mark Waschke (Bochum, 10 de março de 1972) é um ator de teatro, cinema e televisão alemão.

## Infância e juventude
Waschke nasceu em Wattenscheid, atualmente parte da cidade de Bochum, na Alemanha. Seu pai era cirurgião e sua mãe enfermeira. Em 1980, seu pai foi aceito como chefe de cirurgia em Sulzbach, Sarre e a família mudou-se para Friedrichsthal. Waschke se juntou ao teatro infantil local e depois a um grupo amador.
Em 1991, Waschke mudou-se para Berlim. Ele começou a estudar filosofia, mas interrompeu os estudos para se dedicar à atuação. De 1995 a 1999 ele estudou atuação na Academia Ernst Busch de Artes Dramáticas.

## Carreira
De 1999 a 2008, Waschke fez parte do elenco fixo da companhia de teatro Schaubühne, em Berlim, sob a orientação de Thomas Ostermeier, que o descreveu como um ator "bonito, viril, que assume total responsabilidade pela sua peça e exibe diversidade emocional."
No teatro Schaubühne, ele interpretou papéis principais em produções como Macbeth, de William Shakespeare, e Cat on a Hot Tin Roof, de Tennessee Williams.
Em 2006, Waschke se apresentou no Deutsches Theater em Berlim, na peça de Ödön von Horváth Kasimir und Karoline. Em 2009, se apresentou no teatro Maxim Gorki na peça de Georg Büchner Leonce und Lena.
Desde 2005, Waschke aparece em séries de televisão e filmes como Buddenbrooks (2008), Habermann (2010), The City Below (2010), Summer Window (2011) e Generation War (2013).
Desde 2009 ele faz participações na série de televisão Tatort, interpretando o detetive Robert Karow desde o episódio "Ätzend", de 2015.
Na temporada 2013-2014, Waschke retornou ao teatro Schaubühne.
Entre 2017 e 2020, Waschke interpretou Noah na série de ficção científica Dark, da Netflix.

## Prêmios
Em 2009, Waschke ganhou o prêmio de Melhor Ator Principal no Roma Fiction Fest e o prêmio de Melhor Ator no Prêmio Bávaro de Cinema. Em 2012, ele venceu o prêmio Franz-Hofer e em 2013 o German Actors Award.

## Filmografia
| Ano  | Filme                                      |
| ---- | ------------------------------------------ |
| 2007 | Nachmittag                                 |
| 2008 | Buddenbrooks                               |
| 2009 | Ob ihr wollt oder nicht                    |
| 2010 | Unter dir die Stadt                        |
| 2010 | Habermann                                  |
| 2010 | Der Mann der über Autos sprang             |
| 2011 | Der Brand                                  |
| 2011 | Fenster zum Sommer                         |
| 2011 | Playoff                                    |
| 2012 | Barbara                                    |
| 2012 | Schilf – Alles, was denkbar ist, existiert |
| 2013 | & Me                                       |
| 2013 | Zum Geburtstag                             |
| 2015 | Lieber Hans, bester Pjotr                  |
| 2019 | Der Geburtstag                             |

| Ano           | Título                        | Notas        |
| ------------- | ----------------------------- | ------------ |
| 2007          | Schattenkinder                |              |
| 2007          | Ein spätes Mädchen            |              |
| 2007          | Der blinde Fleck              |              |
| 2007          | Mitte 30                      |              |
| 2008          | Die Lüge                      |              |
| 2009          | Entführt                      |              |
| 2009          | Die Rosenheim-Cops            |              |
| 2009          | Tatort: Höllenfahrt           |              |
| 2010          | Kommissarin Lucas – Spurlos   |              |
| 2010          | Wiedersehen mit einem Fremden |              |
| 2010          | 8 Uhr 28                      |              |
| 2010          | Solange du schliefst          |              |
| 2010          | Kommissar Stolberg – Ehebruch |              |
| 2010          | Tatort: Familienbande         |              |
| 2011          | Freilaufende Männer           |              |
| 2011          | Und dennoch lieben wir        |              |
| 2012          | Mord in Ludwigslust           |              |
| 2012          | Tatort: Tote Erde             |              |
| 2012          | Sechzehneichen                |              |
| 2013          | Tatort: Willkommen in Hamburg |              |
| 2013          | Unsere Mütter, unsere Väter   |              |
| 2013          | Es ist alles in Ordnung       |              |
| 2015          | Die Seelen im Feuer           |              |
| 2015-presente | Tatort                        | 11 episódios |
| 2015          | Eichwald, MdB                 |              |
| 2016          | Tatort: Fegefeuer             |              |
| 2016          | Ein Mann unter Verdacht       |              |
| 2017-2020     | Dark                          | Noah         |
| 2019          | 8 Tage                        |              |
| 2019          | Zwischen zwei Herzen          |              |
| 2020          | Tödliche Geheimnisse          |              |